# Eriko Ishino
Eriko Ishino (jap. 石野 枝里子 Ishino Eriko; * 1. Dezember 1985 in Obihiro) ist eine ehemalige japanische Eisschnellläuferin.

## Werdegang
Ishino wurde fünfmal japanische Juniorenmeisterin im Mini-Mehrkampf und kam bei den Juniorenweltmeisterschaften 2001 in Groningen auf den siebten Platz im Kleinen-Vierkampf. In der Saison 2001/02 nahm sie in Inzell erstmals am Eisschnelllauf-Weltcup teil, wobei sie in der B-Gruppe den dritten Platz über 3000 m sowie in der B-Gruppe den zweiten Platz über 1500 m errang und lief bei der Mehrkampfweltmeisterschaft 2002 in Heerenveen auf den 20. Platz im Kleinen-Vierkampf. Zudem holte sie bei den Juniorenweltmeisterschaften 2002 in Klobenstein die Silbermedaille im Mini-Mehrkampf. Nachdem sie im folgenden Jahr bei den Winter-Asienspielen in Hachinohe die Bronzemedaille über 3000 m gewinnen konnte, holte sie bei den Juniorenweltmeisterschaften in Kushiro jeweils die Silbermedaille im Mini-Mehrkampf und Teamverfolgung und belegte bei den Einzelstreckenweltmeisterschaften in Berlin den zehnten Platz über 5000 m, den siebten Rang über 3000 m sowie den fünften Platz über 1500 m. In der Saison 2003/04 wurde sie mit dem Plätzen vier, acht und 12, Zehnte in der Weltcupwertung über 1500 m und bei der Mehrkampfweltmeisterschaft 2004 in Hamar Fünfte im Kleinen-Vierkampf. Zudem lief sie bei den Einzelstreckenweltmeisterschaften 2004 in Seoul auf den 20. Platz über 3000 m, auf den 18. Rang über 1500 m und auf den 16. Platz über 5000 m. Bei den Juniorenweltmeisterschaften 2004 in Roseville gewann sie die Silbermedaille in der Teamverfolgung sowie die Goldmedaille im Mini-Mehrkampf und bei den Einzelstreckenasienmeisterschaften 2004 in Chuncheon jeweils die Goldmedaille über 3000 m und 5000 m. Zu Beginn der Saison 2004/05 errang sie jeweils in der Teamverfolgung mit dem dritten Platz in Hamar und den zweiten Platz in Berlin ihre ersten Podestplatzierungen im Weltcup. Im weiteren Saisonverlauf gewann sie bei den Einzelstreckenasienmeisterschaften 2005 in Shibukawa die Bronzemedaille über 3000 m sowie die Silbermedaille über 5000 m und errang bei der Mehrkampfweltmeisterschaft 2005 in Moskau den 17. Platz im Kleinen-Vierkampf sowie bei den Einzelstreckenweltmeisterschaften 2005 in Inzell den zehnten Platz über 1500 m. Außerdem holte sie dort in der Teamverfolgung die Bronzemedaille und in der Teamverfolgung in Baselga di Piné ihren einzigen Weltcupsieg. In der folgenden Saison kam sie in Turin in der Teamverfolgung mit dem dritten Platz erneut im Weltcup aufs Podest und bei der Mehrkampfweltmeisterschaft 2006 in Calgary auf den 20. Platz im Kleinen-Vierkampf. Beim Saisonhöhepunkt, den Olympischen Winterspielen 2006 in Turin, nahm sie an vier Läufen teil, wobei der 11. Platz über 5000 m und der vierte Rang in der Teamverfolgung ihre besten Ergebnisse waren.
In der Saison 2006/07 wurde Ishino bei den Winter-Asienspielen 2007 in Changchun jeweils Sechste über 1500 m und 3000 m und holte dort bei den Einzelstreckenasienmeisterschaften 2007 die Bronzemedaille über 3000 m sowie die Goldmedaille über 5000 m. Bei der Mehrkampfweltmeisterschaft 2007 in Heerenveen lief sie auf den 22. Platz im Kleinen-Vierkampf und bei den Einzelstreckenweltmeisterschaften 2007 in Salt Lake City auf den 14. Platz über 5000 m sowie auf den sechsten Rang in der Teamverfolgung. In den folgenden Jahren gewann sie bei den Einzelstreckenasienmeisterschaften 2008 in Shenyang jeweils die Goldmedaille über 3000 m und 5000 m und bei den Einzelstreckenasienmeisterschaften 2009 in Tomakomai die Silbermedaille über 5000 m. Zudem errang sie bei der Mehrkampfweltmeisterschaft 2008 in Berlin den 23. Platz im Kleinen-Vierkampf und bei den Einzelstreckenweltmeisterschaften 2008 in Nagano den 15. Platz über 5000 m. In der Saison 2010/11 erreichte sie mit fünf Top-Zehn-Platzierungen, darunter Platz drei über 5000 m im Hamar und in Salt Lake City den fünften Platz in der Weltcupwertung über 3000/5000 m. Bei den Winter-Asienspielen 2011 in Astana gewann sie jeweils die Bronzemedaille über Teamverfolgung und 5000 m und bei den Einzelstreckenasienmeisterschaften 2011 in Harbin jeweils die Silbermedaille über 3000 m und 5000 m sowie die Goldmedaille über 1500 m. Außerdem belegte sie bei der Mehrkampfweltmeisterschaft 2011 in Calgary den zehnten Platz im Kleinen-Vierkampf und bei den Einzelstreckenweltmeisterschaften 2011 in Inzell den 17. Platz über 1500 m, den achten Rang über 5000 m sowie den fünften Platz über 3000 m. Im folgenden Jahr lief sie bei den Einzelstreckenweltmeisterschaften 2012 in Heerenveen auf den 16. Platz über 3000 m und holte bei den Einzelstreckenasienmeisterschaften 2012 in Astana jeweils die Bronzemedaille über 3000 m und 5000 m. In der Saison 2012/13 absolvierte sie in Erfurt ihre letzten Rennen im Weltcup, welche sie auf dem fünften Platz in der Teamverfolgung und in der B-Gruppe auf dem 14. Rang über 5000 m beendete und belegte bei den Einzelstreckenweltmeisterschaften 2013 in Sotschi den 20. Platz über 3000 m, den 13. Rang über 5000 m sowie den siebten Platz in der Teamverfolgung. Bei den Einzelstreckenasienmeisterschaften 2013 in Changchun holte sie die Bronzemedaille über 1500 m sowie jeweils die Silbermedaille über 5000 m und 3000 m.
Ishino wurde dreimal japanische Meisterin im Kleinen-Vierkampf (2005, 2008, 2009), zweimal über 3000 m (2006, 2012) und einmal über 1500 m (2011).

## Erfolge

### Olympische Spiele
- 2006 Turin: 4. Platz Teamverfolgung, 11. Platz 5000 m, 13. Platz 3000 m, 22. Platz 1500 m

### Einzelstrecken-Weltmeisterschaften
- 2003 Berlin: 5. Platz 1500 m, 7. Platz 3000 m, 10. Platz 5000 m
- 2004 Seoul: 16. Platz 5000 m, 18. Platz 1500 m, 20. Platz 3000 m
- 2005 Inzell: 3. Platz Teamverfolgung, 10. Platz 1500 m
- 2007 Salt Lake City: 6. Platz Teamverfolgung, 14. Platz 5000 m
- 2008 Nagano: 15. Platz 5000 m
- 2011 Inzell: 5. Platz 3000 m, 8. Platz 5000 m, 17. Platz 1500 m
- 2012 Heerenveen: 16. Platz 3000 m
- 2013 Sotschi: 7. Platz Teamverfolgung, 13. Platz 5000 m, 20. Platz 3000 m

### Mehrkampf-Weltmeisterschaften
- 2002 Heerenveen: 20. Platz Kleiner-Vierkampf
- 2004 Hamar: 5. Platz Kleiner-Vierkampf
- 2005 Moskau: 17. Platz Kleiner-Vierkampf
- 2006 Calgary: 20. Platz Kleiner-Vierkampf
- 2007 Heerenveen: 22. Platz Kleiner-Vierkampf
- 2008 Berlin: 23. Platz Kleiner-Vierkampf
- 2011 Calgary: 10. Platz Kleiner-Vierkampf

### Asienmeisterschaften
- 2004 Chuncheon: 1. Platz 3000 m, 1. Platz 5000 m
- 2005 Shibukawa: 2. Platz 5000 m, 3. Platz 3000 m
- 2007 Changchun: 1. Platz 5000 m, 3. Platz 3000 m, 6. Platz 1500 m
- 2008 Shenyang: 1. Platz 5000 m, 1. Platz 3000 m, 6. Platz 1500 m
- 2009 Tomakomai: 2. Platz 5000 m, 4. Platz 3000 m, 7. Platz 1500 m
- 2011 Harbin: 1. Platz 1500 m, 2. Platz 3000 m, 2. Platz 5000 m
- 2012 Astana: 3. Platz 5000 m, 3. Platz 3000 m
- 2013 Changchun: 2. Platz 5000 m, 2. Platz 3000 m, 3. Platz 1500 m

### Winter-Asienspiele
- 2003 Hachinohe: 3. Platz 3000 m
- 2007 Changchun: 6. Platz 1500 m, 6. Platz 3000 m
- 2011 Astana: 3. Platz Teamverfolgung, 3. Platz 5000 m, 4. Platz 3000 m

### Weltcupsiege im Team
| Nr. | Datum           | Ort             | Disziplin        |
| --- | --------------- | --------------- | ---------------- |
| 1.  | 29. Januar 2005 | Baselga di Piné | Teamverfolgung 1 |

## Persönliche Bestzeiten
| Disziplin | Zeit        | Datum            | Ort            |
| --------- | ----------- | ---------------- | -------------- |
| 500 m     | 40,28 s     | 8. Februar 2004  | Hamar          |
| 1000 m    | 1:19,30 min | 15. März 2001    | Calgary        |
| 1500 m    | 1:56,64 min | 12. Februar 2011 | Calgary        |
| 3000 m    | 4:03,45 min | 12. August 2005  | Calgary        |
| 5000 m    | 6:55,07 min | 18. Februar 2011 | Salt Lake City |